# Biert (Nederland)
Biert is een voormalige ambachtsheerlijkheid en buurtschap in de Nederlandse gemeente Nissewaard (provincie Zuid-Holland) en ligt ongeveer twee kilometer ten noordoosten van Zuidland in Voorne-Putten. Voor de postadressen ligt Biert 'in' Simonshaven.

## Geschiedenis
In een charter uit 1304 waarin Simonshaven ter bedijking wordt uitgegeven wordt Biert voor het eerst vermeld. Gesproken wordt over een gebied tussen Vriesland en Biervliet, dat door Nicolaas III van Putten mag worden ingepolderd en dat later Simonshaven zou worden genoemd. De vijf eilandjes Geervliet, Biervliet, Spijkenisse en Vriesland werden onderling verbonden door een nieuwe dijk, waardoor zowel de polder Simonshaven ontstond, als de ringdijk van het hele eiland Putten werd gesloten. Maar ook werd de nabijgelegen Welvliet afgedamd, wat gevolgen had voor Biert: hierdoor moest hun afwatering worden verplaatst naar de Bernisse. 
Biert is klein gebleven terwijl de nederzettingen in de omringende polders uitgroeiden tot dorpen. Daar zijn diverse redenen voor:
- Alle dorpen die tot ontwikkeling kwamen, hadden een haven naar open water. Biert had geen haven.
- Biert had zelfs geen verbinding met open water meer sinds de Welvliet was afgedamd in 1305 (voor het inpolderen van Simonshaven).
- De naam Welvliet wijst naar opwellend water met een hoog zoutgehalte. De gronden rond deze vliet hebben slechts een dunne kleilaag, die al vroeg niet meer geschikt was voor akkerbouw, alleen nog voor de minder lucratieve veeteelt. Daardoor konden minder mensen er een bestaan hebben en daalde het inwoneraantal.

Bovendien slibde in de loop der jaren de Bernisse dicht, waardoor er geen handel mee mogelijk was (alle vervoer ging destijds over water).
Begin 1600 woonden in het dorp niet meer dan 100 inwoners, verdeeld over een 17-tal huizen. Honderd jaar later bestond het dorp uit 12 huizen. In het jaar 1762 was Ocker Gevaerts de ambachtsheer van Geervliet, Simonshaven en Biert, naast zijn functie van burgemeester van Dordrecht. Het aantal inwoners daalde gestaag tot 65 inwoners in 1795. De ambten van schout en secretaris van Biert en Simonshaven werden in die tijd samengevoegd.
Bij de invoering van de gemeente als bestuursvorm in Nederland rond 1812 was Biert een deel van de gemeente Geervliet. Op 1 april 1817 viel de gemeente in drieën uiteen: Biert, Schuddebeurs en Simonshaven werden aparte gemeenten. Biert bestond slechts ca. 38 jaar als zelfstandige gemeente; op 1 sept. 1855 werd Biert weer opgenomen in Geervliet (en Schuddebeurs en Simonshaven ook). Tot 1 januari 1980 bleef Biert een deel van Geervliet. Op die datum fuseerden de gemeenten Geervliet, Abbenbroek, Heenvliet, Oudenhoorn en Zuidland tot de nieuwe gemeente Bernisse en werd ook Biert een deel van Bernisse. Sinds 1 januari 2015 maakt Biert deel uit van de gemeente Nissewaard, die gevormd werd uit de fusie van Bernisse en Spijkenisse.
De officiële -lange- naam van de heerlijkheid (en van 1817 - 1855: gemeente) was Biert en Stompert (ook ’Stompaard’, poldertje uit 1459 dat net ten zuiden van Biert ligt).
Biert ligt (grotendeels) aan de westzijde langs de Biertsedijk in de Polder Biert. Aan de andere kant van de dijk bevinden zich De Wellevliet en Fikkershil. De dijk steekt ongeveer 1,6 meter uit boven de polder, die zich op ongeveer 1,4 meter onder NAP bevindt.
De naam Biert zou een verbastering kunnen zijn van Biervliet (vergelijkbaar met de gelijknamige plaats in Zeeland). In de middeleeuwen zou het een overslagplaats zijn van bier, gebrouwen in de Zuid-Hollandse steden. Deze verklaring staat niet vast.

## Externe link

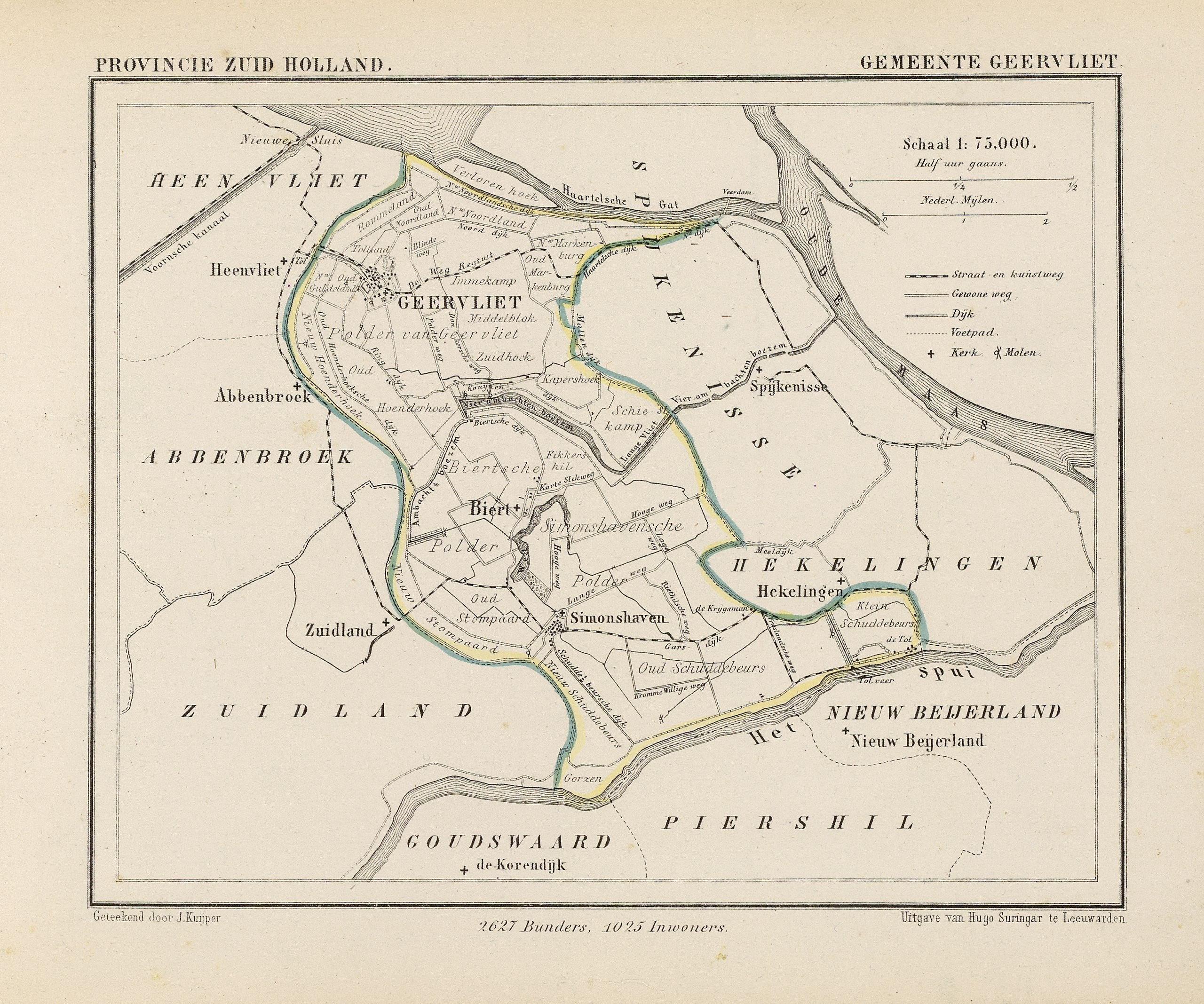
Kaart van de voormalige gemeente Geervliet uit ca. 1865-1870, waar Biert toen deel van uitmaakte.
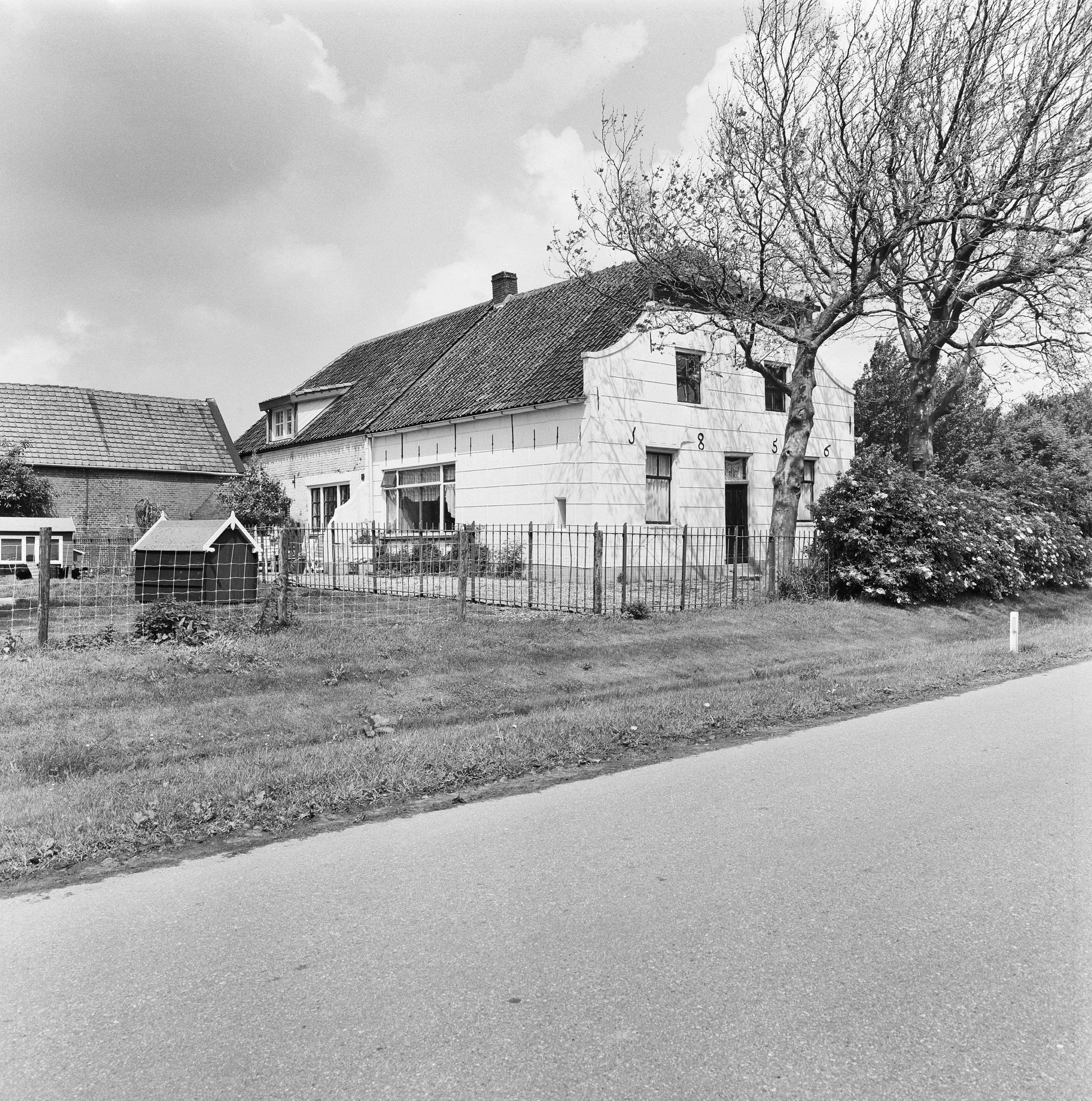
Dorpsweg 8 in Biert